# 小基斯卡島
小基斯卡島（Little Kiska Island）是一個阿留申群島中位於基斯卡島東方外海的島嶼，屬於拉特群島的一部分。該島嶼緊鄰基斯卡港東方。